# Vectone Mobile
Vectone Mobile – nieistniejący wirtualny operator telefonii komórkowej, świadczący usługi w Wielkiej Brytanii, Holandii, Szwecji, Finlandii, Francji, Belgii, Danii, Portugalii i Austrii. 
Sieć została założona we wrześniu 2009 roku w Wielkiej Brytanii. 
W Polsce sieć wystartowała na początku stycznia 2015.
W październiku 2015 roku sieć zakończyła działalność w Polsce..